# Peter Sturm (Schauspieler, 1909)
Peter Sturm, eigentlich Josef Michel Dischel (* 24. August 1909 in Wien, Österreich-Ungarn; † 11. Mai 1984 in Ost-Berlin), war ein österreichischer Schauspieler, Kommunist und Widerstandskämpfer gegen den Nationalsozialismus.

## Leben
Dischel stammte aus einer religiösen jüdischen Familie. Sein Vater war der Schneidermeister Issak Dischel, seine Mutter dessen in Ungarn geborene Ehefrau Regina, geborene Kohn. Nach dem Tod des Vaters 1915 führte seine Mutter die Schneiderwerkstatt einige Jahre weiter und lebte dann von der Zimmervermietung.
Ihr Sohn lernte die Schauspielerei zunächst bei Raoul Aslan, arbeitete nebenher als Radiotechniker und nahm als Schauspieler den Künstlernamen Peter Sturm an. Er schloss sich 1928 der Sozialdemokratischen Partei Österreichs an und nach dem Schutzbundaufstand im Februar 1934 der illegalen Kommunistischen Partei Österreichs. 1935 wurde er wegen Hochverrats zu zweieinhalb Jahren Zuchthaus verurteilt und ein Jahr später amnestiert. 1936 arbeitete er bei dem von Leon Askin geführten ABC-Kabarett mit, in dem auch Jura Soyfer mitwirkte.
Nach dem Anschluss Österreichs 1938 wurde er verhaftet, kam ins KZ Dachau und anschließend ins KZ Buchenwald. 1939 wurde er entlassen, da seine Mutter für ihn eine Schiffskarte nach Shanghai erlangt hatte. Er verpasste jedoch das Schiff und floh illegal über Wien und Italien nach Südfrankreich. Nach dem Einmarsch der Deutschen wurde er 1941 vom Vichy-Regime als feindlicher Ausländer in Les Milles interniert, wo er in Szenen aus Bühnenstücken und Operetten auftrat. 1942 konnte er während eines Verlegungstransportes entkommen, wurde im August 1942 erneut verhaftet und von der französischen Gendarmerie an die Gestapo ausgeliefert. Über das Sammellager Drancy wurde er ins KZ Auschwitz deportiert. Im Januar 1945 überlebte er den Todesmarsch von Auschwitz zum KZ Buchenwald. Dort wurden die Häftlinge durch die 3. US-Armee befreit.
1945 ging er nach Wien zurück und arbeitete dort kurz als Rundfunksprecher der sowjetischen Militäradministration. Durch Regisseur Rudolf Steinböck, der an der Kleinkunstbühne ABC mit ihm zusammengearbeitet hatte, gelangte er an das Theater in der Josefstadt, wo er meist unter der Regie von Heinz Hilpert spielte. 1953 engagierte ihn Wolfgang Heinz an das Neue Theater in der Scala. Als dieses 1956 von den österreichischen Behörden geschlossen wurde, ging er mit mehreren Kollegen nach Ost-Berlin.
Ab 1956 war Sturm am Deutschen Theater engagiert. Er arbeitete auch für den Rundfunk und das Synchronstudio der DEFA. Die DEFA setzte ihn ab 1958 auch in kleinen, aber markanten  Filmrollen ein, so als listenreicher Kleinbauer in Eine alte Liebe oder als verständnisvoller Parteifunktionär in  Steinzeitballade. Bekannt wurde er vor allem durch die Rolle des August Rose in der Romanverfilmung Nackt unter Wölfen (1963), in die er autobiographische Erlebnisse einbringen konnte; dieselbe Rolle hatte er bereits drei Jahre zuvor im gleichnamigen Fernsehspiel verkörpert. Weitere bekannte Filme, an denen er mitwirkte, waren die Dramenverfilmung Professor Mamlock (1961) und Jakob der Lügner (1974). Sturm wurde auch mit zahlreichen Fernsehrollen in der DDR bekannt, u. a. in der Krimiserie Polizeiruf 110.
Er war von 1948 bis 1974 mit der Dolmetscherin Nelly Sturm, geborene Klein verheiratet und Vater einer Tochter.

## Filmografie (Auswahl)
- 1959: Ware für Katalonien
- 1959: Eine alte Liebe
- 1960: Einer von uns
- 1960: Der Moorhund
- 1960: Sommerwege
- 1960: Kein Ärger mit Cleopatra
- 1961: Professor Mamlock
- 1961: Fernsehpitaval: Der Fall Denke (Fernsehreihe)
- 1961: Auf der Sonnenseite
- 1961: Steinzeitballade
- 1962: Freispruch mangels Beweises
- 1963: Reserviert für den Tod
- 1963: Nackt unter Wölfen
- 1963: Bonner Pitaval: Die Affäre Heyde-Sawade (Fernsehreihe)
- 1963: Die Spur führt in den 7. Himmel
- 1965: Karla
- 1965: Solange Leben in mir ist
- 1966: Lebende Ware
- 1966: Die Ermittlung (Theateraufzeichnung)
- 1966: Blaulicht – Folge 26: Maskenball
- 1968: Stunde des Skorpions
- 1968: Heroin
- 1970: Jeder stirbt für sich allein (Fernsehfilm, 3 Teile)
- 1970: KLK an PTX – Die Rote Kapelle
- 1970: Befreiung
- 1972: Die Bilder des Zeugen Schattmann
- 1974: Jakob der Lügner
- 1979: Einfach Blumen aufs Dach
- 1980: Max und siebeneinhalb Jungen
- 1981: Zwei Zeilen, kleingedruckt (Dwe strotschki melkim schriftom)
- 1983: Martin Luther

## Hörspiele
- 1967: Leonid Leonow: Professor Skutarewski (Sergej Andrejewitsch Skutarewski) – Regie: Helmut Hellstorff (Hörspiel – Rundfunk der DDR)
- 1968: Emmanuel Roblès: Männerarbeit (Erzähler) – Regie: Edgar Kaufmann (Hörspiel – Rundfunk der DDR)
- 1968: Zvonimir Bajsić: Zwei Freunde (Petrus) – Regie: Zvonimir Bajsic (Hörspiel – Rundfunk der DDR)
- 1968: Gerhard Rentzsch: Am Brunnen vor dem Tore (Geschwander) – Regie: Hans Knötzsch (Hörspiel – Rundfunk der DDR)
- 1969: Fritz Selbmann: Ein weiter Weg (Amtsdiener) – Regie: Fritz-Ernst Fechner (Hörspiel (8 Teile) – Rundfunk der DDR)
- 1969: Emmanuel Roblès/Philippe Derrez: Männerarbeit (Erzähler) – Regie: Edgar Kaufmann (Rundfunk der DDR)
- 1970: Tschingis Aitmatow: Die Straße des Sämanns (Temirtschal) – Regie: Werner Grunow (Rundfunk der DDR)
- 1970: Wolfgang Kießling: Es gibt nur einen Weg (Fjodor Nikolaewitsch) – Regie: Maritta Hübner (Kinderhörspiel – Rundfunk der DDR)
- 1970: Klaus G. Zabel: Napoleon und die Zöllner (Erzähler) – Regie: Peter Groeger (Hörspiel – Rundfunk der DDR)
- 1970: Hans Pfeiffer: Identifizierung eines unbekannten Toten – Regie: Horst Liepach (Hörspiel – Rundfunk der DDR)
- 1971: Heinrich Mann: Die Vollendung des Königs Henri Quatre – Regie: Fritz Göhler (Hörspiel – Rundfunk der DDR)
- 1973: Hans Christian Andersen: Die wilden Schwäne / Der Schweinehirt (Lehrer / Kaiser) – Regie: Edgar Kaufmann, Barbara Plensat (Kinderhörspiel – Litera)

## Auszeichnungen
- 1961: Kunstpreis der DDR
- 1979: Vaterländischer Verdienstorden in Gold
- 1984: Ehrenspange zum Vaterländischen Verdienstorden in Gold